# Momo Yansané
Momo Yansané (Fria, 29 de julio de 1997) es un futbolista guineano que juega en la demarcación de delantero para el Omonia Aradippou de la Primera División de Chipre.

## Selección nacional
Hizo su debut con la selección de fútbol de Guinea el 6 de octubre de 2021 en un partido de clasificación para la Copa Mundial de Fútbol de 2022 contra Sudán que finalizó con un resultado de 2-0 a favor del combinado nigerino tras el gol de Seif Teiri para Sudán, y de Mohamed Bayo para Guinea.

## Clubes
| Club                             | País        | Año       | Partidos | Goles |
| -------------------------------- | ----------- | --------- | -------- | ----- |
| Hafia FC                         | Guinea      | 2016-2017 | 2        | 0     |
| Fath Union Sport                 | Marruecos   | 2017-2019 | 15       | 1     |
| FC Isloch Minsk Raion            | Bielorrusia | 2018-2020 | 57       | 23    |
| AS Black Stars                   | Mali        | 2020-2021 | 0        | 0     |
| FC Nizhny Novgorod               | Rusia       | 2021      | 14       | 4     |
| FC Sheriff Tiraspol              | Moldavia    | 2021-2022 | 35       | 13    |
| FC Pari Nizhny Novgorod (cedido) | Rusia       | 2022-2023 | 20       | 0     |
| FC Sheriff Tiraspol              | Moldavia    | 2023      | 6        | 3     |
| HNK Rijeka                       | Croacia     | 2023-2024 | 11       | 2     |
| Torpedo Kutaisi                  | Georgia     | 2024-2025 | 13       | 5     |
| Sumgayit FK                      | Azerbaiyán  | 2025      | 16       | 1     |
| Omonia Aradippou                 | Chipre      | 2025-     |          |       |

## Palmarés

### Títulos nacionales
| Título                        | Club                | País     | Año  |
| ----------------------------- | ------------------- | -------- | ---- |
| División Nacional de Moldavia | FC Sheriff Tiraspol | Moldavia | 2022 |
| Copa de Moldavia              | FC Sheriff Tiraspol | Moldavia | 2022 |